# Manuel Díaz del Real y Marmolejo
Manuel Díaz del Real y Marmolejo (Estepona (Málaga), 1838 - 1915) fue un militar español, graduado como jefe del Cuerpo de Alabarderos del Palacio Real durante los últimos años del reinado de Isabel II, y posteriormente comandante del Regimiento de Infantería de Ronda.
- Datos: Q5992799